# موسیقی دلتارون
موسیقی دلتارون شامل چندین آلبوم موسیقی متن است که توسط توبی فاکس ساخته و نوازنده شده است. اولین آلبوم موسیقی متن در ۱ نوامبر ۲۰۱۸، یک روز پس از عرضه بازی در بندکمپ منتشر شد. فاکس با همکاری فن‌گیمر موسیقی متن فصل اول را بر روی وینیل در سال ۲۰۱۹ منتشر کرد.

## پذیرایی
آدام لورس از آرپی‌جی‌فن، موسیقی متن را نقد و بررسی کرد و آن را شامل «بالا و پایین تاریخ موسیقی بازی‌های ویدئویی» توصیف کرد و همچنین اشاره کرد که چگونه موسیقی متن «عناصر متمایز را با هم ترکیب می‌کند». لورس همچنین اظهار داشت که «رشته ای از تاریکی و رمز و راز در آن وجود دارد که در موسیقی متن می‌پیچد». بنا به گفته اش، برخی از قطعه ها کاری کردند که او احساس «اضطراب» کند. لورس گفت که موسیقی متن «دارای قوس کامل است»، و همچنین بیان کرد که آهنگ ها دارای «جرقه خلاقیت و ساختار موضوعی هوشمندانه» هستند. موسیقی متن برای جی.ای.ان.جی. / مگفست جایزه انتخاب مردم در سال ۲۰۱۹ نامزد شد.

## منتشر شده‌
موسیقی متن اصلی دلتارون چپتر ۱همهٔ ترانه‌ها توسط توبی فاکس نوشته شده‌است.

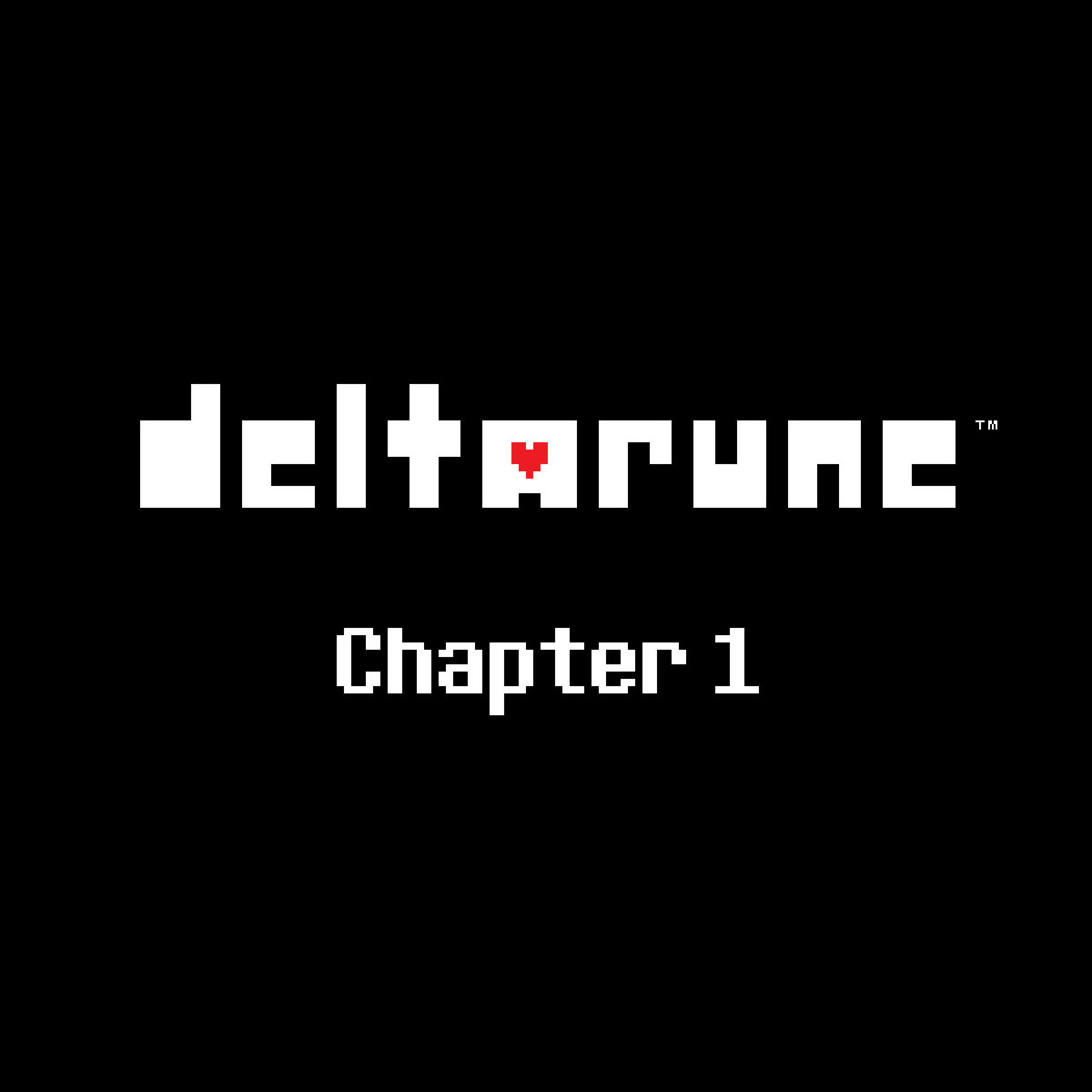
جلد آلبوم موسیقی متن اصلی فصل اول بازی ویدیویی نقش‌آفرینی دلترانون اثر توبی فاکس.

| شماره | نام                              | مدت  |
| ----- | -------------------------------- | ---- |
| ۱.    | «او دیگری»                       | ۰:۴۸ |
| ۲.    | «شروع»                           | ۰:۵۷ |
| ۳.    | «مدرسه»                          | ۱:۲۰ |
| ۴.    | «سوزی»                           | ۰:۲۷ |
| ۵.    | «در»                             | ۰:۴۱ |
| ۶.    | «صخره‌ها»                         | ۰:۳۵ |
| ۷.    | «تعقیب»                          | ۰:۳۳ |
| ۸.    | «افسانه»                         | ۱:۵۱ |
| ۹.    | «لنسر»                           | ۰:۴۸ |
| ۱۰.   | «شکننده بی ادب»                  | ۱:۱۵ |
| ۱۱.   | «شهرک خالی»                      | ۱:۲۳ |
| ۱۲.   | «پرندگان عجیب»                   | ۰:۱۶ |
| ۱۳.   | «میدان امیدها و رویاها»          | ۲:۴۱ |
| ۱۴.   | «فانفار (از گل رز زمستان)»       | ۰:۱۵ |
| ۱۵.   | «فانوس»                          | ۱:۰۸ |
| ۱۶.   | «من خیلی بدم»                    | ۰:۱۳ |
| ۱۷.   | «رقص چکر»                        | ۱:۱۸ |
| ۱۸.   | «پاییز ساکت»                     | ۰:۴۹ |
| ۱۹.   | «جنگل قرمزنارنجی»                | ۲:۰۸ |
| ۲۰.   | «دستگاه ترش»                     | ۰:۵۴ |
| ۲۱.   | «علیه لنسر»                      | ۰:۴۲ |
| ۲۲.   | «زیرزمین»                        | ۰:۲۷ |
| ۲۳.   | «مرگ قریب الوقوع»                | ۰:۲۰ |
| ۲۴.   | «علیه سوزی»                      | ۱:۲۱ |
| ۲۵.   | «قلعه کارت»                      | ۱:۰۱ |
| ۲۶.   | «رولز کارد»                      | ۰:۱۹ |
| ۲۷.   | «آوریل ۲۰۱۲»                     | ۰:۲۰ |
| ۲۸.   | «فروشگاه هیپ»                    | ۰:۳۹ |
| ۲۹.   | «گالری»                          | ۰:۱۲ |
| ۳۰.   | «پادشاه آشوب»                    | ۱:۴۶ |
| ۳۱.   | «تاریکی سقوط می‌کند»              | ۱:۰۶ |
| ۳۲.   | «سیرک»                           | ۰:۵۱ |
| ۳۳.   | «جهان در حال چرخش»               | ۱:۴۱ |
| ۳۴.   | «دوستی»                          | ۲:۴۰ |
| ۳۵.   | «مقدس»                           | ۰:۴۸ |
| ۳۶.   | «قدرت تو»                        | ۰:۱۳ |
| ۳۷.   | «شهری به نام زادگاه»             | ۱:۵۳ |
| ۳۸.   | «شما همیشه میتوانید بیایید خانه» | ۱:۴۰ |
| ۳۹.   | «لارا شیگی‌هارا - فراموش نکن»     | ۰:۵۱ |
| ۴۰.   | «قبل از داستان»                  | ۱:۲۸ |

## جداول
| جدول (۲۰۱۸)                                       | بالاترین موقعیت |
| ------------------------------------------------- | --------------- |
| آلبوم های مستقل ایالات متحده (بیلبورد)            | ۴۱              |
| آلبوم های موسیقی متن بریتانیا (شرکت جدول‌های رسمی) | ۳۶              |